# Krakonošova snídaně
Krakonošova snídaně (německy Rübezahls Frühstücks Halle) je lokalita v západních Krkonoších.
Krakonošova snídaně se nachází na katastru Rokytnice nad Jizerou a území Krkonošského národního parku mezi Lysou horou a Lubochem ve východním zakončení Mumlavského dolu na dně pramenné mísy řeky Mumlavy. Samotná řeka v tomto místě vzniká soutokem dvou zdrojnic – Malé a Velké Mumlavy. Nachází se zde rozcestí turistických tras, na kterém se kříží modře značená turistická trasa 1801 z Harrachova do Špindlerova Mlýna a žlutě značená trasa 7307 z Rokytnice nad Jizerou na Voseckou boudu. Je zde odpočinkové místo s lavičkami, informačními panely a dřevěným srubem, ve kterém od června do září funguje informační centrum správy Krkonošského národního parku. Podle pověsti nese lokalita název proto, že zde Krakonoš snídává před tím, než se vydá na dlouhou obchůzku hor.